# Nezdín
Nezdín (německy Nesdin) je malá vesnice, část obce Prosíčka v okrese Havlíčkův Brod. Nachází se asi 0,5 km na jihovýchod od Prosíček. V roce 2009 zde bylo evidováno 23 adres. V roce 2001 zde trvale žilo 35 obyvatel.
Nezdín je také název katastrálního území o rozloze 3,11 km2.

## Původ jména
Jméno Nezdín vzniklo přivlastňovací příponou -ín z osobního jména Nezda a znamenalo Nezdův, třeba dvůr. 

## Historie
První zprávy o místě jménem Nezdín (de Nesdán) se datují k roku 1363, vlastníkem byl Radoslav z Nezdína: „Raczlaus de Nesdyn et Domaslaus de Lipniczka prope castrum Lipnicz“.
V 16. století se ves stala součástí majetku rodiny Trčků z Lípy. Roku 1636 byl majitelem Walter Deveroux (území dostal od Ferdinanda II. jako odměnu za vraždu Albrechta z Valdštejna v Chebu) a k roku 1646 se novým majitelem Nezdína se stal Adrian z Engelfurtu. Obec se tak stala součástí ledečského panství. Soupis poddaných podle víry z let 1650/1651 uvádí, že v Nezdíně žijí jen čtyři osoby, jmenovitě: „šafář Václav Stietka se ženou Dorotou, čeledín Václav Kohaut a dojička Alžběta Hudíkowa“.
Patrně mezi lety 1646 až 1787 došlo ke zpustošení vsi vojskem a požárem. Další zprávy jsou z období let 1781 až 1805, kdy se poblíž vesnice těžila stříbro. U pramene „Nezdínského potoka“ byl v 18. století postaven litinový kříž na kamenném podstavci, tato oblast nese název „U svěcené studánky“.

## Památky
- Lesní kaple nad Svěcenou studánkou a křížová cesta